# Cipriano Castro (paroisse civile)
Cipriano Castro est l'une des trois paroisses civiles de la municipalité de Libertad dans l'État de Táchira au Venezuela. Sa capitale est Hato de la Virgen.